# Šimon a Juda

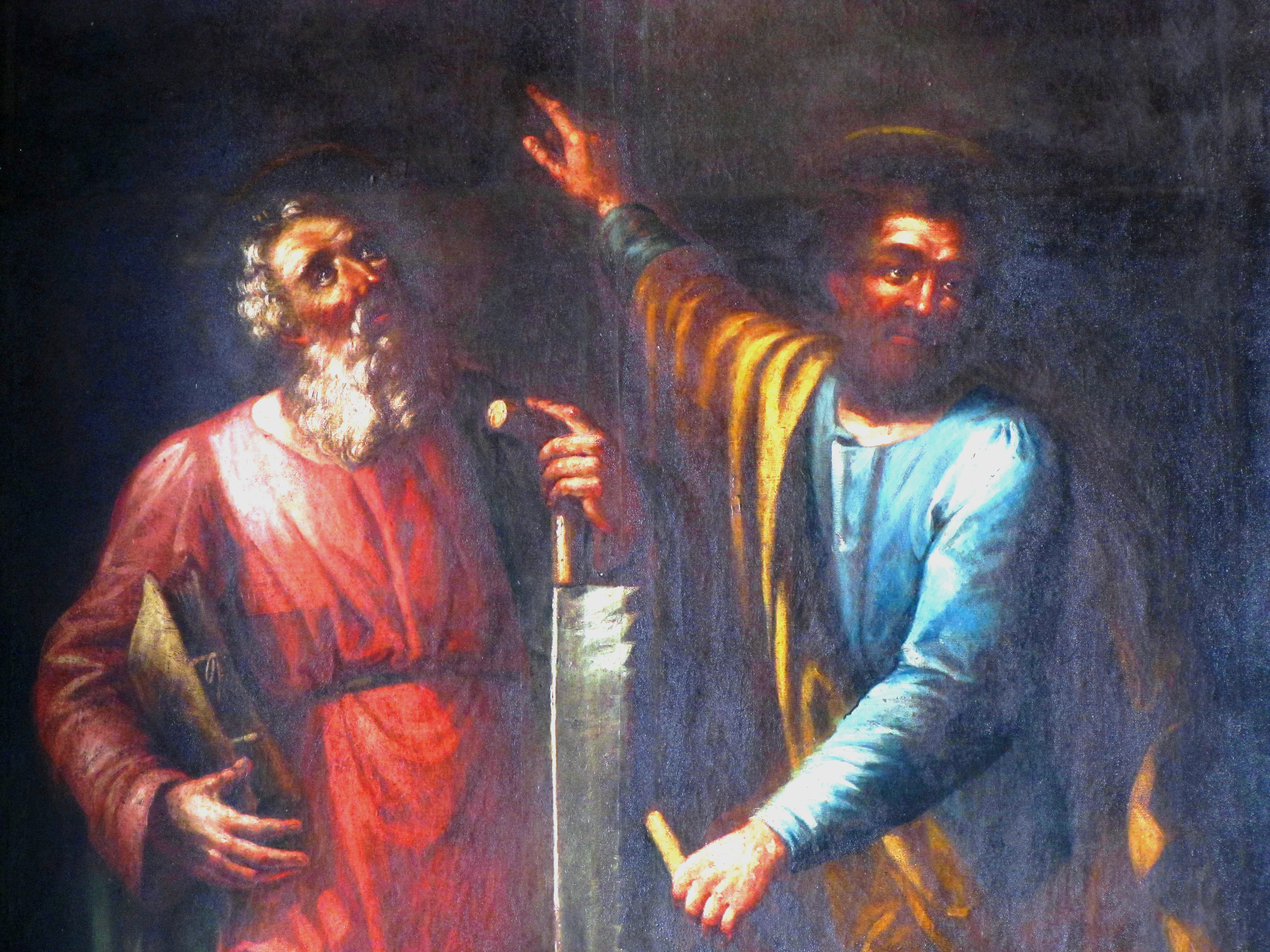
Svatí Šimon a Juda

Svatí Šimon a Juda jsou apoštolové a mučedníci, o kterých se toho příliš neví a kteří údajně spolu po Kristově ukřižování procházeli Sýrií a Mezopotámií a kázali evangelium. Proto je jim společně zasvěceno mnoho kostelů a dalších objektů. V liturgickém kalendáři mají svátek 28. října. 
Pojednávají o nich tyto články
- sv. Šimon Kananejský, zvaný též Horlivec nebo Zélóta
- sv. Juda Tadeáš, zvaný též Tadeáš, Juda Jakubův či Juda, syn Jakubův

Kostely zasvěcené sv. Šimonu a Judovi
na stránce Kostel svatého Šimona a Judy